# Jacob Hackenburg Griffiths-Randolph
Jacob Hackenburg Griffiths-Randolph (* 6. September 1914 in Accra; † 25. Juli 1986 ebenda) war ein führender Jurist und Politiker im westafrikanischen Staat Ghana. Seine wichtigste politische Position hatte Griffiths-Randolph als sechster Sprecher des Parlaments (Speaker of Parliament) in der dritten ghanaischen Republik zwischen dem 24. September 1979 und dem 31. Dezember 1981 inne, also bis zum Militärputsch unter Jerry Rawlings. 

## Familie
Jacob Hackenburg Griffiths-Randolph wurde mit der Heirat seiner Tochter Rebecca Mitte der 1990er Jahre Schwiegervater von Nana Addo Dankwa Akufo-Addo, der seit dem 7. Januar 2017 Präsident der vierten Republik Ghana ist.
| Personendaten    | Personendaten                                             |
| ---------------- | --------------------------------------------------------- |
| NAME             | Griffiths-Randolph, Jacob Hackenburg                      |
| KURZBESCHREIBUNG | ghanaischer Jurist und Politiker, Sprecher des Parlaments |
| GEBURTSDATUM     | 6. September 1914                                         |
| GEBURTSORT       | Accra                                                     |
| STERBEDATUM      | 25. Juli 1986                                             |
| STERBEORT        | Accra                                                     |